# Rock the Casbah
Rock the Casbah är en låt som kom ut år 1982 som låt 4 på albumet Combat Rock med rockbandet The Clash. Den släpptes även som singel i juni 1982, med låten "Long Time Jerk" som b-sida.
"Rock the Casbah" är en av The Clashs mest populära låtar och också en av dem med starkast och klarast buskap. När Ayatollah Khomeini, religiös ledare i Iran, förbjöd all rockmusik i landet så bestämde sig The Clash för att göra en protestlåt.
"Casbah" (på engelska) är det ställe där ledaren i landet, i det här fallet Iran, bor. Iran nämns dock inte specifikt i låttexten. Casbah eller Qasbah beskrivs bäst på svenska som ordet citadell.